# 江之島遊艇港口
江之島遊艇港口（日语：／ Enoshima Yottohābā）是位於日本神奈川縣藤澤市江之島的小港口。此處舉辦1964年夏季奧林匹克運動會帆船比賽和2020年夏季奧林匹克運動會帆船比賽。

## 外部連結
- 江の島ヨットハーバー 湘南なぎさパーク （页面存档备份，存于） （日語）
- 江の島ヨットハーバー 東京2020オリンピック・パラリンピック競技大会 （页面存档备份，存于） （日語）